# Stockholms Elevkårer
Stockholms Elevkårer är en samlingsorganisation för elevkårer på gymnasieskolor i Stockholms län. Organisationens syfte ärr att skapa förutsättningar för framgångsrikt elevkårsarbete på varje skola, för att därigenom skapa en mer givande skoltid för eleverna på deras skolor. Medlemsorganisationerna (elevkårerna) fattar beslut om organisationens styrelse och verksamhet på organisationens årsmöte.
Stockholms Elevkårer arbetar i nära samarbete med Sveriges Elevkårer.
Organisationen bildades 1982. Dess nuvarande ordförande är Love Adriansson.

## Tidigare ordförande
Ordförande för organisationen sedan 2016:
- Amalia Berglöf 2016-2017
- Elias von Heijne 2017-2018
- Nora Uvemo 2018-2019
- Jacob Tilly 2019-2021
- Simon Koser 2021-2022
- Alexander Tjörnå 2022-2023
- Love Adriansson 2023-